# Grantia canadensis
Grantia canadensis är en svampdjursart som beskrevs av Lawrence Morris Lambe 1896. Grantia canadensis ingår i släktet Grantia och familjen Grantiidae. Inga underarter finns listade i Catalogue of Life.